# Thomas de Grey, 2:e earl de Grey
Thomas Philip de Grey (ursprungligen Robinson), 2:e earl de Grey, född den 8 december 1781, död den 14 november 1859, son till Thomas Robinson, 2:e baron Grantham, farbror till George Robinson, 3:e earl de Grey.
de Grey ärvde 1786 faderns titel baron Grantham, antog 1803 av arvsskäl släktnamnet Weddell och ändrade 1833 ånyo sitt namn till de Grey, då han ärvde titeln earl de Grey. Han var förste amiralitetslord i Peels första ministär (1834-35) och lordlöjtnant på Irland 1841-44.
Han gifte sig 1805 med lady Henrietta Frances Cole (1787-1848), dotter till William Willoughby Cole, 1:e earl av Enniskillen. De fick två döttrar, varför earlvärdigheten ärvdes av hans brorson George Robinson, 3:e earl de Grey.